# Wish Upon the Pleiades
Wish Upon the Pleiades (放課後のプレアデス Hōkago no Pleiades) ist eine vier Episoden umfassende Original Net Animation, die in Zusammenarbeit des Animationsstudios Gainax mit dem japanischen Automobilhersteller Subaru entstanden ist und am 1. Februar 2011 auf YouTube veröffentlicht wurde.
Eine zwölfteilige Anime-Fernsehserie wurde im Jahr 2015 im japanischen Fernsehen gezeigt und wurde ebenfalls im Studio Gainax realisiert. Bei beiden Projekten führte Shōji Saeki Regie. Die Serie handelt von dem Mädchen Subaru, die eines Tages auf eine Gruppe Magical Girls trifft und infolgedessen selber eines wird. Ihr Auftrag ist das Einsammeln von Raumschifffragmenten.
Die Serie erhielt Umsetzungen als Manga, Yonkoma-Manga sowie als Roman.

## Handlung
Eines Tages trifft das eher tollpatschige Mädchen Subaru auf eine Gruppe Magical Girls, zu der auch ihre beste Freundin Aoi gehört, und wird infolgedessen ebenfalls ein Magical Girl. Ihr Auftrag ist die Suche nach den Fragmenten eines Raumschiffmotors, welcher der außerirdischen Lebensform Pleiades gehört. Allerdings ist auch ein mysteriöser Junge ebenfalls auf der Suche nach den Fragmenten, um diese für sich nutzen zu können.

## Produktion
Ende des Jahres 2010 kündigten das Animationsstudio Gainax in einem 46-sekündigen Video die Zusammenarbeit mit dem japanischen Automobilhersteller Subaru für die Produktion einer vierteiligen Original Net Animation unter dem Titel Hōkago no Pleiades an, die im Winter 2011 veröffentlicht wurde. Als Regisseur fungierte Shōji Saeki, der zudem gemeinsam mit Daisuke Kikuchi auch für das Schreiben des Drehbuchs verantwortlich war, während Mai Otsuka die Charaktere entwarf.
Die vier fünf bis sieben Minuten langen Episoden wurden am 1. Februar 2011 auf der Videoplattform YouTube veröffentlicht. Sechs Tage später wurden die Folgen mit englischen Untertiteln erneut auf YouTube hochgeladen.
Im Rahmen des dritten Jahrestages des Projektes am 7. Februar 2014 wurde auf Twitter die Produktion einer Anime-Fernsehserie angekündigt. Das Lied im Vorspann sang die japanische Sängerin Kano mit Stella-rium, während die fünf Synchronsprecherinnen Natsumi Takamori, Ayuru Ōhashi, Kanako Tateno, Yui Makino und Saki Fujita, die in der Serie zu hören sind, unter dem Namen fragment mit Koko Kara, Kanata Kara das Abspannlied der Serie interpretieren.

## Hintergrund
Der Name der Serie basiert auf den offenen Sternenhaufen Plejaden, deren sechs hellsten Sterne in Japan als Sternbild Subaru bezeichnet wird und Namensgeber für den japanischen Automobilhersteller Subaru und dessen Logo, welches sechs Sterne zeigt, ist.

## Charaktere
Subaru (すばる)
Ein tollpatschiges Mädchen, welches eines Tages auf eine Gruppe Magical Girls trifft zu der auch ihre beste Freundin Aoi gehört. Sie beschließt der Gruppe bei ihrem Auftrag zu helfen und wird später von dem Außerirdischen Pleiadianer, dem Präsidenten eines Schulklubs, ebenfalls zu einem Magical erhoben.
Aoi (あおい)
Subarus beste Freundin, die stets besorgt um deren Verhalten ist. Nachdem sie an eine andere Schule gewechselt war, riss der Kontakt zu Subaru ab, ehe sie sich durch Zufall in der Junior Highschool wieder trafen. Sie ist Mitglied des Afterschool-Schulklubs und ein Magical Girl.
Itsuki (いつき)
Ein freundliches Mädchen, welches Mitglied des Schulklubs und somit ein Magical Girl ist.
Hikaru (ひかる)
Ein ehrliches Mädchen, Mitglied des Schulklubs, welcher auf der Suche nach den Raumschifffragmenten ist und somit auch ein Magical Girl. Ihr Vater ist ein bekannter Pianist.
Nanako (ななこ)
Ein Mädchen, welches immer ein schwarzes Hexenkostüm trägt, auch wenn sie nicht in ein Magical Girl verwandelt ist. Sie hat einen monotonen Charakterzug, welcher sich jedoch ändert, wenn sie als Übersetzerin für den Pleiadianer fungiert.
Der Pleiadianer (プレアデス星人, Pureadesuseijin)
Eine außerirdische Lebensform, welche auf der Suche nach den zersplitterten Fragmenten des Motors seines Raumschiffes ist. Es ist klein und von grünlicher Färbung. Zudem ist es Präsident des Schulklubs, dem die Mädchen angehören.
Minato (みなと)
Ein Junge, der in einem Gewächshaus lebt und ebenfalls nach den Raumschifffragmenten sucht, um diese für sich selbst nutzen zu können.

## Veröffentlichung
Im Dezember des Jahres 2014 wurde angekündigt, dass die Anime-Fernsehserie im Frühjahr 2015 auf ABC, GTV, GYT, BS Fuji, Tokyo MX und AT-X im japanischen Fernsehen startet.
Im April 2015 gab der US-amerikanische Anime-Verleger Sentai Filmworks bekannt, die Anime-Fernsehserie lizenziert zu haben. Der Streamingdienst Crunchyroll kündigte an, die Serie in den Vereinigten Staaten, Kanada, Neuseeland, Australien, Lateinamerika, Europa, Süd- und Nordafrika sowie im Mittleren Osten im Simulcast zu zeigen. Zum 31. Juli 2020 wurde die Serie als eine von 77 Titeln aus dem Katalog des Anbieters entfernt.
Im deutschsprachigen Raum erschien der Anime unter dem Namen Wish Upon the Pleiades über den Verleger Anime House in deutscher Sprache und im Original mit Untertiteln.

## Synchronisation

### Original Net Animation (2011)
| Rolle  | Japanische Stimme (Seiyū) |
| ------ | ------------------------- |
| Subaru | Natsumi Takamori          |
| Aoi    | Ayuru Ōhashi              |
| Itsuki | Kanako Tateno             |
| Nanako | Saki Fujita               |
| Hikaru | Yui Makino                |
| Minato | Houko Kuwashima           |

### Anime-Fernsehserie (2015)
| Rolle    | Japanische Stimme (Seiyū) | deutsche Stimme |
| -------- | ------------------------- | --------------- |
| Subaru   | Natsumi Takamori          | Samira Jakobs   |
| Aoi      | Ayuru Ōhashi              | Anna Gamburg    |
| Itsuki   | Kanako Tateno             | Anne Ballhaus   |
| Nanako   | Saki Fujita               | Rieke Werner    |
| Hikaru   | Yui Makino                | Charlotte Uhlig |
| Minato   | Houko Kuwashima           | Konrad Bösherz  |
| Pleiades | Saki Fujita               | Rieke Werner    |

## Episodenliste

### Original Net Animation (2011)
| # | Episodentitel     | Veröffentlichungsdatum | Link      |
| - | ----------------- | ---------------------- | --------- |
| 1 | 1st Night (第1夜) | 1. Februar 2011        | Episode 1 |
| 2 | 2nd Night (第2夜) | 1. Februar 2011        | Episode 2 |
| 3 | 3rd Night (第3夜) | 1. Februar 2011        | Episode 3 |
| 4 | 4th Night (第4夜) | 1. Februar 2011        | Episode 4 |

### Anime-Fernsehserie (2015)
| #  | Episodentitel (japanisch)                                                           | Episodentitel (deutsch)                                          | Ausstrahlungsdatum (Japan) | Deutschsprachige Erstausstrahlung |
| -- | ----------------------------------------------------------------------------------- | ---------------------------------------------------------------- | -------------------------- | --------------------------------- |
| 1  | 流星予報:雨時々流れ星 Ryūsei Yohō: Ame Tokidoki Nagareboshi                         | Sternenhimmelvorhersage: Regen mit gelegentlichen Sternschnuppen | 09. April 2015             | 04. Dezember 2016 (RTL II You)    |
| 2  | 星めぐりの歌 Hoshi Meguri no Uta                                                    | Das Lied der wandernden Sterne                                   | 16. April 2015             | 11. Dezember 2016 (RTL II You)    |
| 3  | ５人のシンデレラ Gonin no Shinderera                                                | Die fünf Cinderellas                                             | 22. April 2015             | 18. Dezember 2016 (RTL II You)    |
| 4  | ソの夢 Sol no Yume                                                                  | Traum in Sol                                                     | 29. April 2015             | 25. Dezember 2016 (RTL II You)    |
| 5  | 帽子と氷とお姫様 Bōshi to Kōri to Ohime-sama                                        | Der Hut, das Eis und die Prinzessin                              | 06. Mai 2015               | 07. Januar 2017 (RTL II You)      |
| 6  | 目覚めの花 Mezame no Hana                                                           | Die Blume des Erwachens                                          | 13. Mai 2015               | 14. Januar 2017 (RTL II You)      |
| 7  | タカラモノフタツ 或いは イチゴノカオリ Takaramono Futatsu, Arui wa, Ichigo no Kaori | Zwei Schätze oder der Duft nach Erdbeeren                        | 20. Mai 2015               | 21. Januar 2017 (RTL II You)      |
| 8  | ななこ13 Nanako Sātīn                                                               | Nanako 13                                                        | 27. Mai 2015               | 28. Januar 2017 (RTL II You)      |
| 9  | プラネタリウムランデブー Puranetariumu Randebū                                      | Das Planetarium-Rendezvous                                       | 03. Juni 2015              | 04. Februar 2017 (RTL II You)     |
| 10 | キラキラの夜 Kirakira no Yoru                                                       | Eine leuchtende Nacht                                            | 10. Juni 2015              | 11. Februar 2017 (RTL II You)     |
| 11 | 最後の光と彼の名前 Saigo no Hikari to Kare no Namae                                 | Das letzte Licht und sein Name                                   | 17. Juni 2015              | 18. Februar 2017 (RTL II You)     |
| 12 | 渚にて Nagisa ni te                                                                 | Am Rand des Wassers                                              | 24. Juni 2015              | 25. Februar 2017 (RTL II You)     |

## Nominierungen und Auszeichnungen
Im Rahmen der 55. Japan Science-Fiction Convention (jap.: Nihon SF Taikai) wurde Wish Upon the Pleiades in der Media Category für eine Auszeichnung bei den 47. Seiun Awards nominiert, verlor aber gegen den Girls-&-Panzer-Film.
| Jahr | Auszeichnung     | Kategorie      | für                    | Resultat  | Quellen |
| ---- | ---------------- | -------------- | ---------------------- | --------- | ------- |
| 2016 | 47. Seiun Awards | Media Category | Wish Upon the Pleiades | Nominiert | [ 13 ]  |

## Umsetzungen
Im September des Jahres 2014 wurde bekannt, dass das Projekt eine Umsetzung als Manga erhalten werde. Im Monthly Comic Rex des Verlages Ichijinsha erscheint seit Oktober gleichen Jahres eine Umsetzung des Mangas, welcher von Anmi gezeichnet wird.
| Band | Veröffentlichung (Japan) | ISBN (Japan)                                                                           |
| ---- | ------------------------ | -------------------------------------------------------------------------------------- |
| 1    | 27. Apr. 2015            | ISBN 978-4-7580-6498-9. (reguläre Fassung) ISBN 978-4-7580-6499-6 (limitierte Fassung) |
| 2    | 27. Juni 2016            | ISBN 978-4-7580-6576-4. (reguläre Fassung) ISBN 978-4-7580-6583-2 (limitierte Fassung) |

Im November gleichen Jahres wurde zudem eine Umsetzung als Yonkoma-Manga angekündigt, welche von Mirai Denki gezeichnet und im Yonkoma Pallette des Verlages Ichijinsha erschien.
| Band | Veröffentlichung (Japan) | ISBN (Japan)            |
| ---- | ------------------------ | ----------------------- |
| 1    | 21. Mai 2016             | ISBN 978-4-7580-8258-7. |

Im Jahr 2015 wurden zudem zwei Umsetzungen als Roman veröffentlicht. Die erste Umsetzung umfasst zwei Bände und wurde von Ao Kozue geschrieben. Eine zweite Fassung wurde von Hiroe Suga verfasst.
| Band | Veröffentlichung (Japan) | ISBN (Japan)            |
| ---- | ------------------------ | ----------------------- |
| 1    | 30. Juni 2015            | ISBN 978-4-05-204188-4. |
| 2    | 18. Aug. 2015            | ISBN 978-4-05-204223-2. |

| Band | Veröffentlichung (Japan) | ISBN (Japan)            |
| ---- | ------------------------ | ----------------------- |
| 1    | 01. Aug. 2015            | ISBN 978-4-75-801460-1. |